# Pulsiones (EP)
Pulsiones es el actual EP de la banda argentina Cirse, lanzado en julio de 2015 en ¨The Roxy Live Bar¨, en la ciudad de Buenos Aires. Incluye la canción ¨Ácido¨, que había sido grabado en el 2014 para la radio ¨Vorterix¨.
Se encuentra disponible en la página oficial de Youtube de la banda y en Spotify.

## Lista de canciones
| N.º   | Título       | Duración |  |
| 1.    | «Eléctrico»  | 3:22     |  |
| 2.    | «Promesas»   | 3:41     |  |
| 3.    | «El Cazador» | 3:16     |  |
| 4.    | «Ecos»       | 3:42     |  |
| 5.    | «Ácido»      | 1:58     |  |
| 16:00 |              |          |  |